# Savary de Mauléon
Pour les articles homonymes, voir Mauléon.
Savary II de Mauléon, mort le 29 juillet 1233, est un noble et un troubadour poitevin.
Important seigneur du Bas-Poitou au XIIIe siècle, il sert successivement et alternativement les rois d’Angleterre et ceux de France, dans un contexte marqué par le conflit dynastique entre Capétiens et Plantagenêt. 

## Famille
Savary, probablement né autour de 1180, est le fils de Raoul II de Mauléon, seigneur de La Rochelle et de Ré, et d’Alix Chabot, dame de Ré par son mariage.
En premières noces, Savary épouse Belle-Assez de Pareds, dame de Chantemerle (à Moutiers ?) et de Pouzauges, fille de Guillaume de Pareds, seigneur de Pouzauges et de Pareds. De cette union naissent deux (ou trois ?) filles :
- Alix de Mauléon (vers 1203-1252), qui épouse Guy Ier de Thouars, vicomte de Thouars, et hérite de sa sœur Marquise les titres de dame de Mauléon, de Pouzauges et de Sigournay ;
- une fille, mariée à Geoffroy IV de Tonnay-Charente, seigneur de Montendre. Leurs enfants participent à la succession de Raoul de Mauléon[5], leur oncle ci-après ;
- Belle-Assez de Mauléon ?, qui épouserait Géraud/Guillaume de Brosse (sans postérité ?)[6].

Savary de Mauléon aurait épousé, en secondes noces, selon un acte de 1227, Amable du Bois en l’église Saint-Nicolas de la Tranche. De cette union naissent :
- Raoul III de Mauléon. Union considérée comme illégitime, cet enfant est légitimé par l’évêque de Bordeaux sur ordre du pape et par Henri III par lettres patentes du 10 mai 1232[8];

- Marquise de Mauléon (1202-1238), dame de Mauléon et de Pouzauges[9], qui s’allie à Guillaume de Lusignan dit de Valence, fils et frère cadet de Geoffroy Ier (fils d'Hugues VIII) et Geoffroy II de Lusignan , seigneur de Mouchamps, Mervent et Vouvant : ils sont les parents de : 
  - Valence de Lusignan, héritière de Mouchamps, Mervent, Vouvant, Moncontour, Châtelaillon, Soubise... (pour ces deux derniers fiefs, il est plausible qu'ils venaient des Mauléon, issus en lignée féminine des châtelains de Châtelaillon et de Rochefort[10]), qu'elle transmet à son mari Hugues II de Parthenay (1226-1270).

Savary entretient des relations avec d’autres maîtresses, notamment Guillemette/Guilhemine de Gensac (épouse du seigneur de Langon et de Saint-Macaire, Pierre de Gabarret-Bouville, vicomte de Bezeaumes et sgr. de Benauges, alias le troubadour Peire de Gavarret),, dont il a chanté la beauté ; ou encore Mahaut de Montagnac.

## Biographie
Combattant au côté d’Arthur de Bretagne, Savary est capturé en 1202 lors de la bataille de Mirebeau puis emprisonné dans le château de Corfe pendant l’invasion française de la Normandie. Néanmoins, deux ans plus tard, le roi Jean le libère et, après l’avoir converti à la cause angevine, le nomme sénéchal de Poitou en 1205, en remplacement de Robert de Thurnham.
En 1211, il apporte son soutien à Raymond VI de Toulouse à Castelnaudary, mais les forces albigeoises y sont assiégées par Simon de Montfort. À la suite de ce combat, il tombe en disgrâce du roi Jean et perd la sénéchaussée de Poitou.
Dans le cadre du conflit opposant les Capétiens aux Plantagenêt, Savary de Mauléon offre ses services à Philippe Auguste qui lui donne le commandement en 1212 d’une flotte à l’origine — avec les troupes du mercenaire Lambert Cadoc — du pillage du port de Damme, dans le comté de Flandre.
Alors qu’un soulèvement de barons du royaume d’Angleterre s’esquisse en 1215, après la promulgation de la Magna Carta, Savary sert de nouveau le roi Jean dans la lutte contre les rebelles. Dans le comté de Southampton, il est fait à cette époque par le roi comte d’Essex, seigneur de Petrefield et de Mapledurham, héritant des possessions de la famille de Mandeville. En 1216, il est l’un des grands serviteurs couchés sur le testament du roi pour gouverner l’Angleterre par le biais d’un conseil de régence, pendant la minorité du roi Henri III.
À la fin de l’automne 1218, il a probablement aidé le roi Alphonse IX de Léon dans sa tentative malheureuse de capturer Cáceres durant la Reconquista.
En 1219, Savary de Mauléon s’embarque dans la cinquième croisade depuis la côte poitevine pour l’Égypte, soumise au Sultanat ayyoubide ; il est présent lors de la prise de Damiette.
De retour en Poitou, il est de nouveau désigné sénéchal par le souverain Plantagenêt, Henri III (roi d'Angleterre), en 1221. À ce titre, il défend les villes de Saintonge contre les exactions du roi de France, Louis VIII, en 1224. Accusé d’avoir livré La Rochelle aux forces du roi de France, il rejoint Louis VIII et défend pour la couronne de France les côtes de la Saintonge et de l’Aunis contre les Anglais.
En 1227, Savary de Mauléon prend part à une rébellion de seigneurs d’Anjou et de Poitou contre le jeune Louis IX.
Mort le 29 juillet 1233, il est inhumé dans le chœur de l’église abbatiale de Saint-Michel-en-l’Herm le 5 août suivant.

## Domaine poitevin
La famille de Mauléon est à la tête d’une puissante baronnie dans le Poitou, au sein de l’Empire Plantagenêt.
Raoul II ou III, père de Savary de Mauléon, aurait succédé à son propre père Ebles de Mauléon en 1180. Son domaine, sans doute amputé de la seigneurie de Talmont — possédée par les souverains de la maison Plantagenêt et ducs d'Aquitaine, s’étend sur une grande part de la partie occidentale du Poitou notamment sur les fiefs de Mauléon et de Fontenay. Accompagnant Richard Cœur de Lion pendant la troisième croisade, le fidèle Raoul obtient la jouissance de terres à son retour de Terre sainte. En effet, un traité du 30 septembre 1199 de Jean sans Terre lui attribue le château de Talmont, celui de Benon (Aunis), le Talmondais, les Moutiers, Curzon et l’île de Ré ; en échange, les Mauléon s’engagent à renoncer à leurs droits sur La Rochelle.
En raison d’un droit de viage (ou de retour) propre au Bas-Poitou, l’oncle de Savary, Guillaume, succède à son frère Raoul III à la mort de ce dernier, en 1200. Néanmoins, Savary possède des fiefs concentrés sur l’Aunis et la Saintonge, entre Angoulins, Benon, Châtelaillon et l’île de Ré. À la mort de Guillaume, le 27 février 1214, la puissance territoriale de Savary est au moins doublée ; ses possessions s’étendent sur toute la façade Atlantique entre Châtelaillon et Olonne. Héritant non seulement de son oncle à Talmont, Mauléon, Fontenay, Saint-Michel-en-l’Herm, les Moutiers (Moutiers ?), dans l’Olonnais et le Talmondais, Savary de Mauléon, par sa femme Belle-Assez, est maître de Pouzauges, Chantemerle (à Moutiers ?) et Pareds.
En 1218, en Ré, Savary attribue aux religieux de la chapelle Saint-Nicolas de la Chaume le droit d’ériger un village où seront accueillis des hommes étrangers à son domaine. Ces terres et droits concédés sont à l’origine de la fondation des Sables-d’Olonne.
Marin et pirate redouté, à la tête d’une flotte importante, il possède les ports et forteresses de l’Aiguillon, du Port-la-Claye, de Saint-Michel-en-l’Herm et de Talmont.

## Postérité
Savary de Mauléon prête son nom à des rues de Châtelaillon-Plage, Saint-Martin-de-Ré et à Fontenay-le-Comte ainsi qu’à une impasse de Talmont-Saint-Hilaire.
Aux Sables-d’Olonne, un établissement scolaire général et technologique, surnommé le « lycée Bleu », est dénommé Lycée Savary de Mauléon en son honneur.

Illustrations de Savary de Mauléon
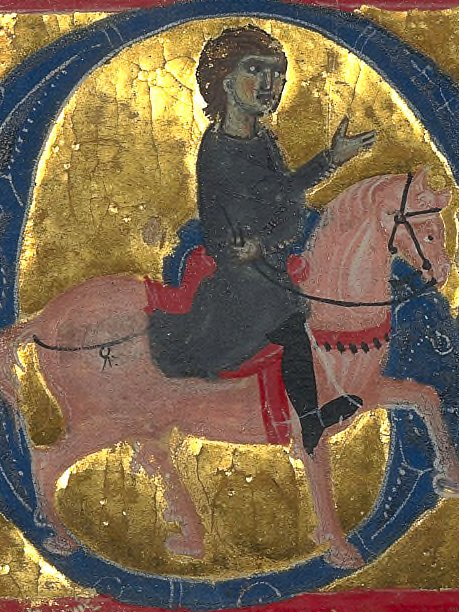
Chansonnier provençal (XIIIe siècle).
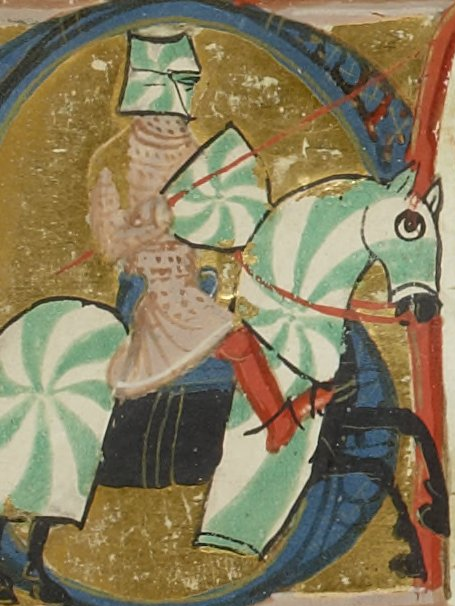
Recueil des poésies des troubadours, contenant leurs vies (XIIIe siècle).
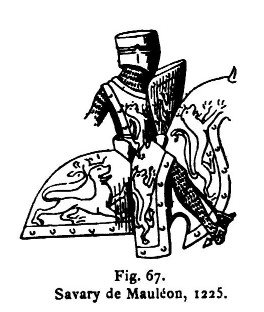
Le Costume au Moyen Âge, d’après les sceaux (1880).